# Saint-Chély-d'Aubrac
Saint-Chély-d'Aubrac là một xã ở tỉnh Aveyron, thuộc vùng Occitanie ở miền nam nước Pháp.

### Festival hàng năm
- open de Saint Chély d'Aubrac Lưu trữ ngày 24 tháng 3 năm 2007 tại Wayback Machine
- Inscriptions 2005

Saint-Chély: landscapeSaint-Chély: landscape
Saint-Chély: the townSaint-Chély: the town
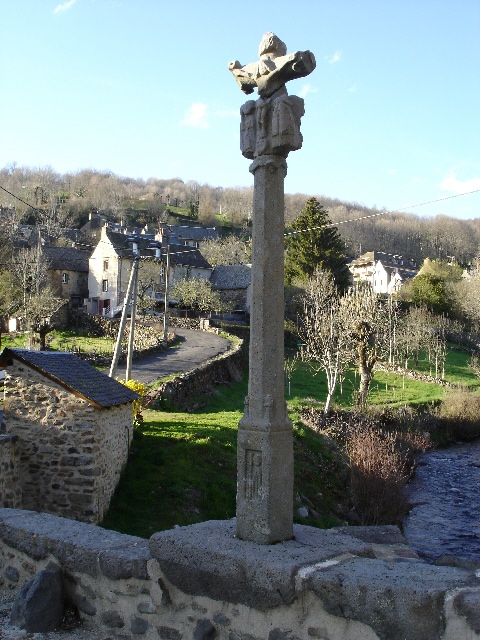
Pilgrim's Cross

médieval stonemédieval stone
médieval stonemédieval stone
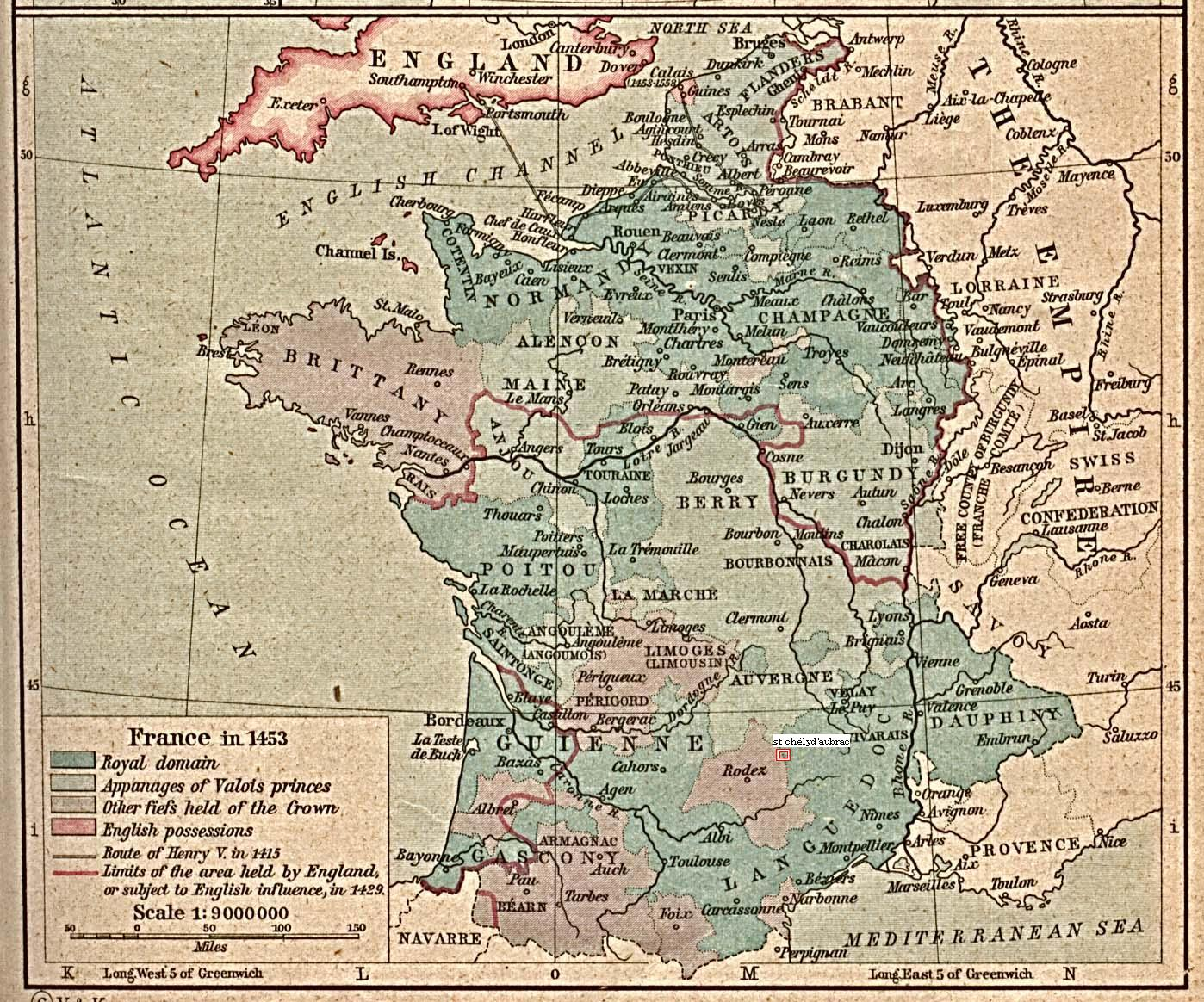
English possessions XVth